# Nankinška trešnja
Nankinška trešnja (maljasta trešnja, lat. Prunus tomentosa) je vrsta iz roda Prunus koja raste u sjevernoj i zapadnoj Kini (uključujući Tibet), Koreji, Mongoliji, i vjerojatno u sjevernoj Indiji (Đamu i Kašmir, najvjerojatnije tek kao kultivirana vrsta. U Europi se najčešće uzgaja tek kao ukrasni grm ili omanje stablo.

## Opis
Listopadni grm, visine najviše 4 metra. Listovi su naizmjenični, ovalni, s donje strane dlakavi, nazubljena ruba. Cvjetovi su bijeli ili ružičasti, plod je crven, jestiv, na kratkoj peteljci.

## Uporaba
U istočnoj se Aziji dugo uzgaja radi plodova i lijepih cvjetova. U Europu je unešena oko 1870. godine.

## Sastav plodova
Plodovi sadrže šećer (8—10 %), voćne kiseline (0,8—1,2 %), vitamin C (16—32 mg), te pektine i taninske tvari.

## Vanjske poveznice
http://www.pfaf.org/user/Plant.aspx?LatinName=Prunus+tomentosa
|  | Zajednički poslužitelj ima još gradiva o temi Prunus tomentosa |
|  | Wikivrste imaju podatke o taksonu Prunus tomentosa             |